# Kanton Saint-Paul-Trois-Châteaux
Der Kanton Saint-Paul-Trois-Châteaux war bis 2015 ein französischer Wahlkreis im Arrondissement Nyons, im Département Drôme und in der Region Rhône-Alpes; sein Hauptort war Saint-Paul-Trois-Châteaux.
Der zehn Gemeinden umfassende Kanton Saint-Paul-Trois-Châteaux hatte 19.749 Einwohner (Stand: 2012). Die Fläche betrug 174,15 km²

## Gemeinden
| Gemeinde                              | Einwohner | Fläche in ha |
| ------------------------------------- | --------- | ------------ |
| Bouchet                               | 694       | 1189         |
| Clansayes                             | 441       | 1447         |
| La Baume-de-Transit                   | 742       | 1205         |
| Montségur-sur-Lauzon                  | 1029      | 1824         |
| Rochegude                             | 1236      | 1830         |
| Saint-Paul-Trois-Châteaux (chef-lieu) | 7277      | 2204         |
| Saint-Restitut                        | 1243      | 1448         |
| Solérieux                             | 211       | 855          |
| Suze-la-Rousse                        | 1564      | 3060         |
| Tulette                               | 1714      | 2353         |